# فیلویمیا تلیتو
فیلویمیا تلیتو (انگلیسی: Filoimea Telito; زاده ۱۹ مارس ۱۹۴۵ – درگذشته ۱۱ ژوئیهٔ ۲۰۱۱) سیاست‌مدار اهل تووالو بود. وی از ۱۵ آوریل ۲۰۰۵ تا ۱۹ مارس ۲۰۱۰ فرماندار کل تووالو بود.
فیلویمیا تلیتو در ۱۱ ژوئیه ۲۰۱۱، در سن ۶۶ سالگی بر اثر سکته قلبی درگذشت.